# أحمد المهاجر
أحمد بن عيسى المهاجر (273 - 345 هـ) إمام من سلالة آل بيت ونبي الإسلام محمد، وإليه يرجع أصول السادة آل باعلوي وفروعهم. هاجر من موطنه العراق إلى أرض حضرموت ولذلك لُقب بـ«المهاجر». وهو أول من أتى حضرموت من آل البيت النبوي. ولذريته من بعده الأثر الكبير في تاريخ حضرموت العلمي والثقافي.
ويلقب خطأً في بعض كتب الأنساب بأحمد «الأبح» أو «النفّاط»، وقد بيّن علوي بن طاهر الحداد في إحدى مؤلفاته هذا الخلط والاضطراب في أقوال النسابين المتأخرين بتلقيب أحمد بن عيسى بلقب حفيده أحمد الأبح.

## نسبه
أحمد بن عيسى بن محمد النقيب بن علي العريضي بن جعفر الصادق بن محمد الباقر بن علي زين العابدين بن الحسين السبط بن علي بن أبي طالب، وعلي زوج فاطمة بنت محمد ﷺ.
فهو الحفيد 8 لرسول الله محمد ﷺ في سلسلة نسبه.

## مولده ونشأته
ولد بمدينة البصرة في العراق حوالي عام 273 هـ تقريبًا. كان والده عيسى نقيبًا وجيهًا، وكذلك جده محمد كان نقيب الأشراف في المدينة وكانت داره بقَسَم بظاهر البلد عندما استقر في البصرة.
نشأ المهاجر في العصر العباسي وعاش في عهد توسعت فيه أرجاء الثقافة في مختلف العلوم، أدبًا وفقهًا وحديثًا وفلسفةً وتصوفًا وشعرًا ورياضةً وفلكًا وغير ذلك من المعارف وفروع العلم، بدأ ذلك منذ القرن الثالث الهجري تقريبًا. وممن برزت أسماءهم في ذلك العهد: أبو حنيفة، والشافعي، وأحمد بن حنبل، والأصمعي، وابن إسحاق، ومحمد بن جرير الطبري.

## الظروف السياسية وبداية هجرته
في أواخر القرن الثالث الهجري كانت الدولة العباسية في العراق تمر بأزمات متوالية، وبما يعرف بنهاية العصر العباسي الأول وابتداء العصر العباسي الثاني والذي بدأت خلاله دولة السلاجقة في الشمال بالظهور والاستيلاء على مناطق كانت تسيطر عليها الدولة العباسية، وبلغت من الضعف عدم قدرتها السيطرة على زمام الأمور فانتشرت الفوضى وضرب الفساد أرجاء العراق.
في عام 255 هـ في عهد الخليفة المهتدي بالله بدأت حركة تسمى بثورة الزنج، فقاسى العلويون ما قاساه البصريون والعراقيون وغيرهم من أهوال، وانتهى أمر هذه الفتنة عام 270 هـ بعد معارك وحروب دامية. تلتها حروب القرامطة التي بدأت عام 278 هـ، وهجومهم على البصرة عام 310 هـ. فكان ذلك من أسباب هجرته عن وطنه البصرة، فما البقاء له بها وقد تغيرت أحوالها واضطرب أمنها، ولم تعد الحالة من الاستقرار ما يستميله للبقاء، فقرر رأيه بعد استشارة أفراد أسرته وأقاربه على مغادرة العراق تاركًا بها من أولاده: محمد وعلي والحسين، وأخاه محمد بن عيسى، ومعظم أفراد الأسرة، للإشراف على ممتلكاتهم والإدارة على أموالهم.
وفي عام 317 هـ في عهد الخليفة المقتدر بالله توجهت قافلة كبيرة من البصرة إلى الحجاز تحمل أحمد المهاجر، وزوجته زينب بنت عبد الله بن الحسن بن علي العريضي، وابنه عبد الله (الملقب عبيد الله)، وزوجة ابنه أم البنين بنت محمد بن عيسى بن محمد، وحفيده إسماعيل (الملقب بصري) ابن عبد الله، واثنان من بني أعمامه: محمد (جد آل الأهدل)، و(جد آل القديمي)، وبعض من أصحابه: جعفر بن عبد الله الأزدي (جد آل مخدم)، ومختار بن عبد الله بن سعد (جد آل مختار)، وشَوِية بن فرج الأصبهاني، وحاشية عدد أفرادها نحو السبعين.

## رحلته
سلكت القافلة طريق الشام، فقد اضطرب الأمن في درب زبيدة وهو الطريق الممتد من العراق إلى البلاد المقدسة، فقد اندثرت الآبار والعيون والمحطات والعلامات التي يهتدي بها الناس لسلوك الطريق، وغير ذلك مما عملته زبيدة زوجة هارون الرشيد.

### الحجاز
دخل أحمد المهاجر إلى المدينة المنورة وأقام بها عامًا لم يتمكن فيها من الحج ودخول مكة لاضطراب الأمن حيث دخل القرامطة مكة المكرمة في ذي الحجة سنة 317 هـ، واستباحوها وهاجموا الحجاج وقتلوهم في المسجد الحرام وانتزعوا الحجر الأسود، وبقي موضعه خاليًا يضع الناس فيه أيديهم للتبرك نحو 22 سنة.
وفي العام التالي 318 هـ بعد أن هدأت الفتنة، توجه المهاجر إلى مكة تتبعه أسرته وحاشيته، فحج واكتفى بمسح مكان الحجر الأسود.

### حضرموت
بعد أن أنهى حجه ارتحل بمن معه إلى اليمن متنقلًا من بلاد إلى بلاد، وفي طريقه اختار محمد (جد آل الأهدل) النزول بوادي سهام، أمّا (جد آل القديمي) فنزل بوادي سُردد. واصل المهاجر طريقه حتى وصل حضرموت سنة 319 هـ، في عصر حكم آل زياد لليمن، وتنقل في قُراها، وأول قرية نزل بها قرية الجبيل بوادي دوعن، ولم تطل الإقامة بها بل تحول إلى الهجرين وأقام بها سنوات حيث بنى له دارًا لا يزال جزءه الأسفل باقيًا إلى اليوم وتملك فيها عقارًا ونخيلًا. ثم رحل عنها إلى أن وصل قارة بني جُشير الواقعة بقرب قرية بور، أقام بها مدة ثم غادرها إلى الحسيسة وبها طاب الاستيطان إلى أن توفي.

## جهوده الدعوية
عندما وصل أحمد المهاجر إلى حضرموت، وقفت بجانبه كل من الأقليات السنّية والشيعية في المنطقة، ولكن الإباضية قاوموه حيث كانت حضرموت تحت تأثير الإباضية آنذاك وكان المذهب الإباضي هو السائد. فبدأ أحمد المهاجر يحاورهم ويناظرهم بالحكمة والموعظة الحسنة، واستخدام الطرق السلمية في إقناعهم، فتأثروا بدعوته وأخلاقه وكرمه الباذخ وانضم إليه الكثير منهم حتى أخذ المذهب الإباضي بالزوال تدريجيًا من حضرموت إلى أن رحل عنها تمامًا بعد عدة قرون، فعمّها المذهب الشافعي في الأعمال والأحكام، والمذهب الأشعري في العقائد.
ويقال أن وقائع حربية نشبت بين الفريقين، كان الإباضيون يتلقون الإمدادات فيها من إباضية عمان، وإن المهاجر كان يتلقى العتاد والنقود، وتأتيه الإمدادات تحملها القوافل برا والسفن بحرا من البصرة، يرسلها إليه ابنه محمد الذي تركه هناك وكيلا على أملاكه، حتى إن معركة فاصلة وقعت ببحران عندما كان المهاجر مقيما في الهجرين انكسرت فيها شوكة الإباضية، وانتقل المهاجر على إثرها من الهجرين إلى قارة بني جُشير.
وقد كان هذا الخلاف في المذهب والعقيدة بين المهاجر والإباضية سببا في عدم استطاعته سكنى المدن الكبرى في حضرموت كشبام وتريم مثلا، فقد كانت تزخر بعلماء الإباضية وذي الرأي والقوة منهم، فكان يختار القرى التي يمكن أن يجد له فيها أنصارا من السنّة والشيعة كقرية الجبيل في دوعن والهجرين.

## مذهبه
لقد اختلف المؤرخون الحضارمة ولا سيما العلويون منهم في تحديد مذهب المهاجر أيما اختلاف، وتمايزت الآراء وانحصرت في رأيين: رأي يقول بأنه كان شافعي المذهب أشعري المعتقد، ورأي ثان يقول بأنه كان على مذهب آبائه وأجداده من أئمة أهل البيت في الفروع والأصول. ثم ظهر حديثًا من أغربوا وذهبوا إلى كون المهاجر إماميًا جعفريًا إثنا عشريًا. وبعد دراسة المادة التاريخية المتوفرة من أحد الباحثين في الموضوع وجد أن المهاجر لم يكن شافعيًا، ولا أشعريًا، ولا إماميًا، وإنما كان على مذهب جمهور المسلمين، وكان يسند علمه عن شيوخه وآبائه، لأن الدين كان لا يزال متينًا في قلوب الناس، وكان حملة العلم لا يروون علومهم ولا مذاهبهم إلا بالأدلة الشرعية المسندة، واستمر هذا إلى قرون متباعدة.

## ثروته
كان المهاجر رجلًا ثريًا بالبصرة ولديه ثروة ضخمة، وعندما هاجر إلى حضرموت خلّف ابنه محمدًا على أمواله، حتى أن حفيده جديد بن عبيد الله بن أحمد المهاجر سافر إلى البصرة للنظر فيها حين رافق أخاه علوي بن عبيد الله للحج. وصل المهاجر إلى حضرموت ومعه نحو ثلاثة عشر جملًا موقرًا ذهبًا وفضة، وقيل أنه جاء بثلاثة من الخيل وعشرة من الجمال تحمل دراهم، والجمل الواحد يحمل تقريبًا ما يساوي 800 رطل، مجموع ما تحمله الجمال الثلاثة عشر نحو 10400 رطل ذهبًا وفضة، وهذه المقادير لم تصل إلى حضرموت إلا بعد أن صرف الشيء الكثير في طريقه من البصرة إلى الشام وإلى الحجاز، وخلال إقامته بالمدينة، ثم في طريقه إلى مكة فبلدان اليمن وحضرموت في رحلة استغرقت مدة طويلة لا تقل عن سنتين. كان ينفق على الذين استصحبهم، وعلى الخيل والجمال طول هذه المدة في الحط والترحال. فكان المهاجر ذا ثروة واسعة جاء بها من البصرة والتي بقيت زمنا طويلا تدر على أحفاده وخدمه من بعده.

## ذريته
أعقب أربعة من الأبناء: محمد، وعلي، وحسين، وهم ممن بقي في البصرة ولهم ذرية انتشرت في العراق ونواحيها، وعبد الله وهو الذي هاجر مع والده إلى حضرموت ولقب نفسه بـ«عبيد الله» تواضعًا لربه، وقد ارتحل بعد وفاة والده إلى قرية سُمل وتوفي بها وقيل في عرض بور، ثم انتقلت ذرية عبد الله إلى سكنى قرية بيت جُبير، ومنها إلى مدينة تريم التي أصبحت موطنًا لهم وعرفوا بآل باعلوي.

## وفاته

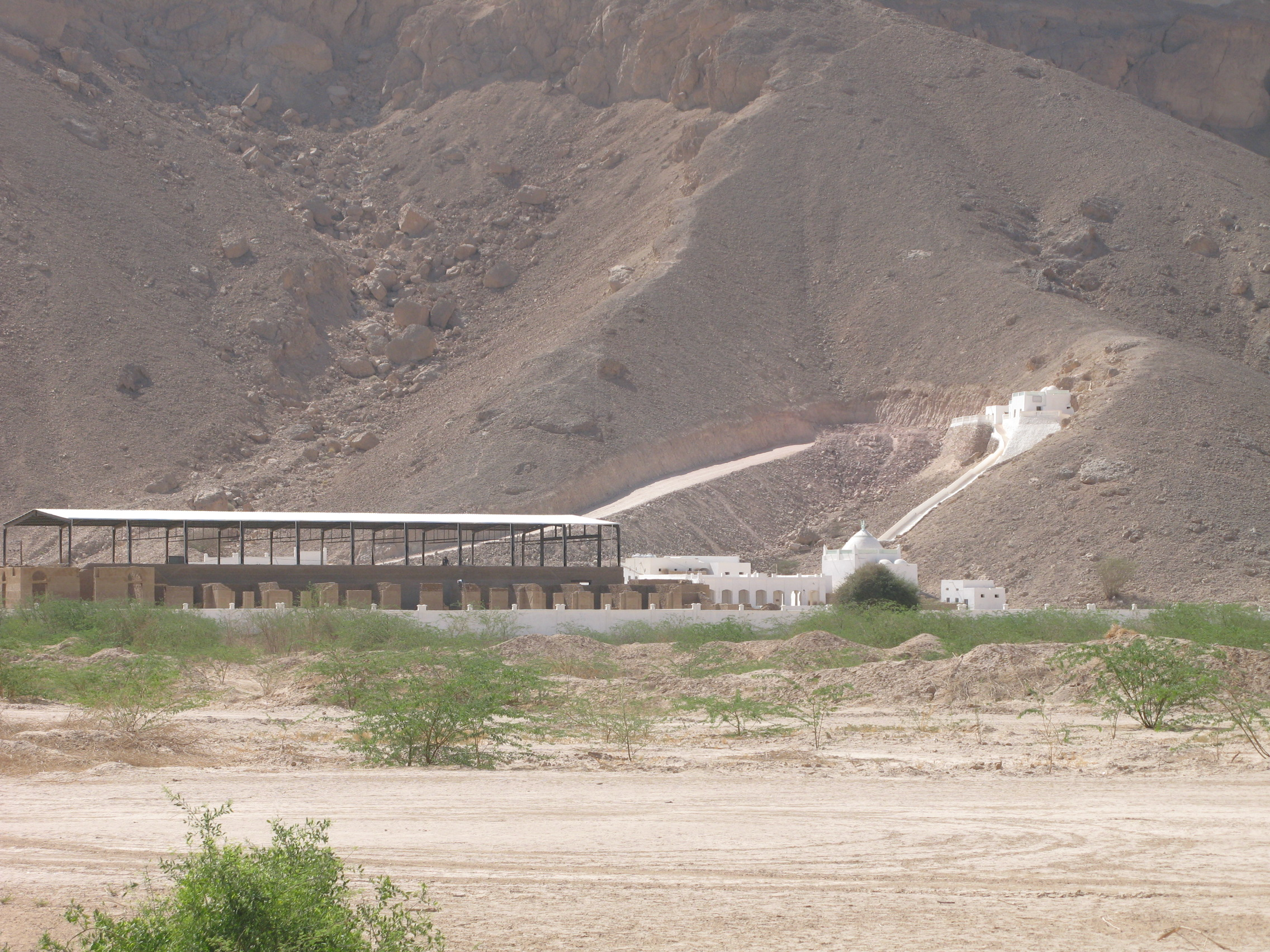
ضريحه في وسط الجبل

توفي عام 345 هـ ودفن بشعب الحسيسة الشرقي المعروف الآن بشعب المهاجر إلى الجنوب من قرية بور. وقبره مشهور بالزيارة، عُمل عليه بناء وبُني بقربه مسجد وحُفر بئر.

### استشهادات
1. ↑  ابن طباطبا، يحيى بن محمد بن القاسم (2004). أبناء الإمام في مصر والشام "الحسن والحسين رضي الله عنهما" (PDF). الرياض، السعودية: مكتبة جل المعرفة. ص. 167. مؤرشف من الأصل (PDF) في 2021-08-27.
2. ↑  المشهور، أبو بكر بن علي (2003). المهاجر إلى الله الإمام أحمد بن عيسى سلسلة أعلام حضرموت 1 (PDF). عدن، اليمن: مركز الإبداع الثقافي للدراسات وخدمة التراث. مؤرشف من الأصل (PDF) في 2020-01-27.
3. ↑  موسوی نژاد، سید محمد (عارف) (1975). فهرست نسخه‌های خطی مدرسه آیت الله خادمی معروف به مدرسه عربان (بالفارسية). قم، إيران: مجمع ذخایر اسلامی. ص. 16. مؤرشف من الأصل في 2021-05-16.
4. ↑  الحداد، علوي بن طاهر (1968). عقود الألماس بمناقب الإمام العارف بالله الحبيب أحمد بن حسن العطاس (PDF). القاهرة، مصر: مطبعة المدني. ج. الثاني. ص. 6. مؤرشف من الأصل (PDF) في 2023-08-16.
5. ↑  باكثير، عبد الله بن محمد (1985). رحلة الأشواق القوية إلى مواطن السادة العلوية (PDF). ص. 34. مؤرشف من الأصل (PDF) في 2020-01-27.
6. 1 2  المشهور، عبد الرحمن بن محمد (1984). شمس الظهيرة (PDF). جدة، السعودية: عالم المعرفة. ص. 51. مؤرشف من الأصل (PDF) في 2020-01-02.
7. ↑  جمل الليل، يوسف بن عبد الله (2007). دراسات في علم الأنساب وتوثيق وضبط أنساب كل من ينتمون إلى الدوحة النبوية (PDF). الرياض، السعودية: مكتبة جل المعرفة. ص. 283. مؤرشف من الأصل (PDF) في 2024-12-14.
8. 1 2  الشلي، محمد بن أبي بكر (1982). المشرع الروي في مناقب السادة الكرام آل أبي علوي (PDF) (ط. الثانية). ج. الأول. ص. 77، 239. مؤرشف من الأصل (PDF) في 2021-01-30.
9. ↑  الشاطري، محمد بن أحمد (1994). أدوار التاريخ الحضرمي. المدينة المنورة، السعودية: دار المهاجر. ج. الأول. ص. 156.
10. ↑  الحبشي، عيدروس بن عمر (2009). عقد اليواقيت الجوهرية وسمط العين الذهبية بذكر طريق السادات العلوية. تريم، اليمن: دار العلم والدعوة. ج. الثاني. ص. 1109.
11. ↑  خرد، محمد بن علي (2002). غرر البهاء الضوي ودرر الجمال البديع البهي. القاهرة، مصر: المكتبة الأزهرية للتراث. ص. 96.
12. 1 2  باحنان، محمد بن علي زاكن (2008). جواهر تاريخ الأحقاف (PDF). جدة، السعودية: دار المنهاج. ص. 369.
13. ↑  باذيب، محمد بن أبي بكر (2009). جهود فقهاء حضرموت في خدمة المذهب الشافعي (PDF). عمان، الأردن: دار الفتح. ج. الأول. ص. 257. مؤرشف من الأصل (PDF) في 2023-07-12.
14. ↑  المشهور، أبو بكر بن علي (2002). الإمام عبيد الله ابن المهاجر سلسلة أعلام حضرموت 2 (PDF). عدن، اليمن: مركز الإبداع الثقافي للدراسات وخدمة التراث. مؤرشف من الأصل (PDF) في 2020-03-18.